# ルイス・フロイス

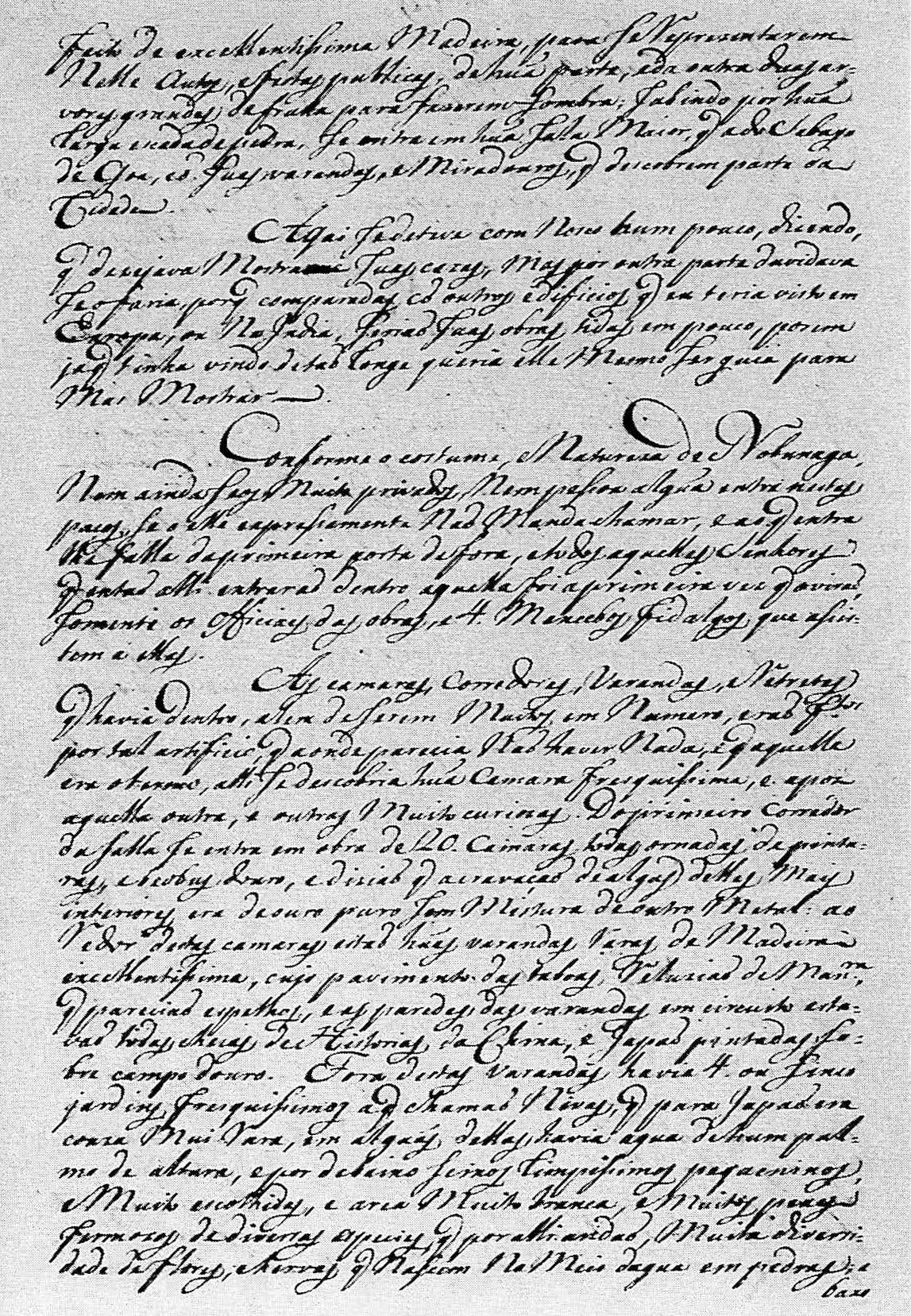
『日本史』目次

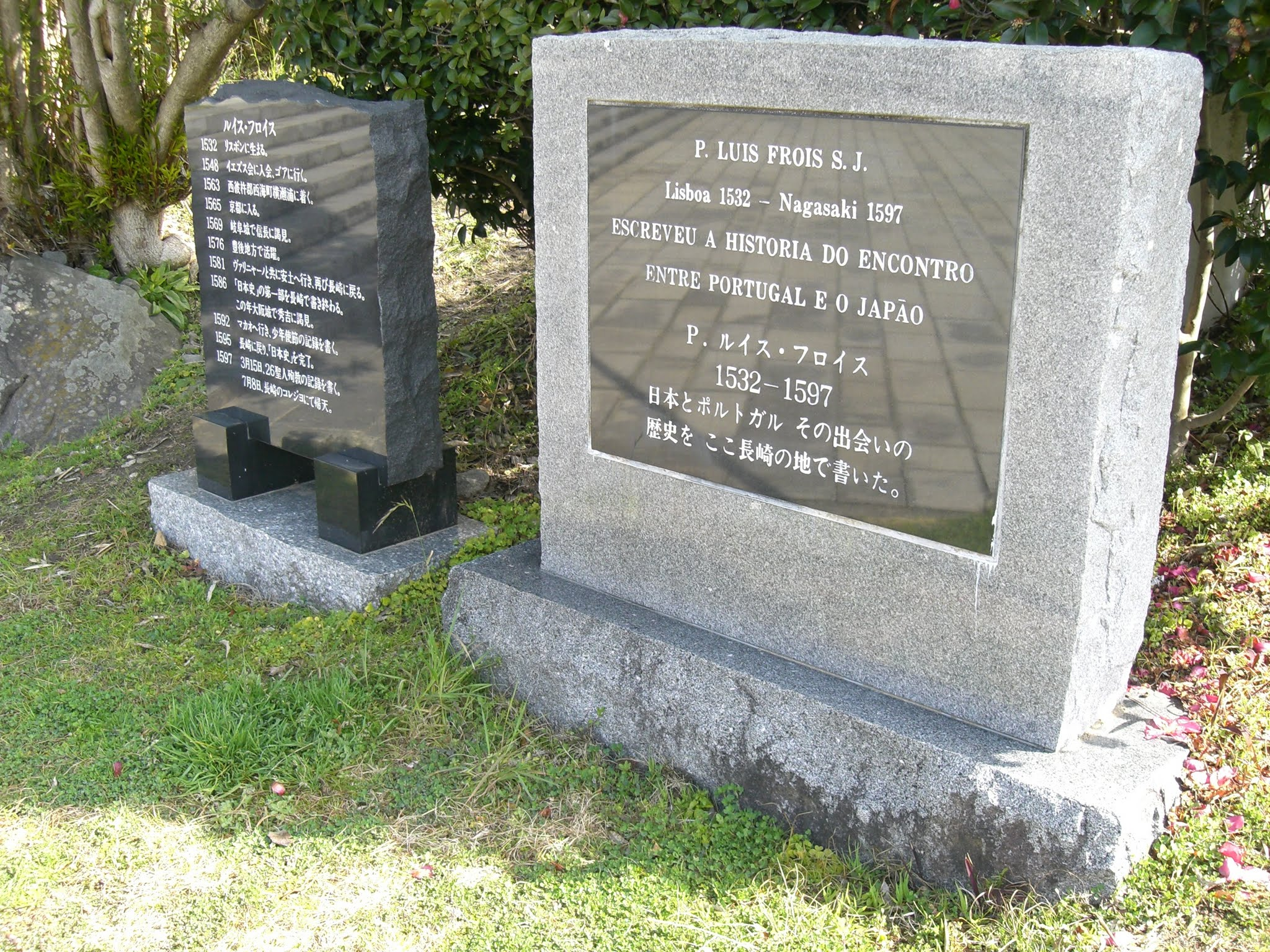
日本二十六聖人記念館の隣接する長崎市・西坂公園内にあるルイス・フロイス記念碑

ルイス・フロイス（葡: Luís Fróis [luˈiʃ frɔjʃ]、1532年 - 1597年7月8日（慶長2年5月24日））は、ポルトガルのカトリック司祭、宣教師。イエズス会士として戦国時代の日本で宣教し、織田信長や豊臣秀吉らと会見。戦国時代研究の貴重な資料となる『日本史』を記したことで有名。

## 生涯
1532年にリスボンに生まれる。1541年、9歳でポルトガルの宮廷に仕え、1548年、16歳でイエズス会に入会した。同年、10月に当時のインド経営の中心地であったゴアへ赴き、そこで養成を受ける。同地において日本宣教へ向かう直前のフランシスコ・ザビエルと日本人協力者ヤジロウに出会う。このことがその後の彼の人生を運命付けることになる。1561年にゴアで司祭に叙階され、語学と文筆の才能を高く評価されて各宣教地からの通信を扱う仕事に従事した。
1563年（永禄6年）、31歳で肥前国彼杵郡の横瀬浦（当時大村領、大村家の貿易港、現在の長崎県西海市北部の港）に上陸し、大村純忠のもと、念願だった日本での布教活動を開始。その後、純忠と後藤貴明の争いにより、横瀬浦が破壊されたので平戸に近い度島に避難し、ここで10ヶ月、病魔と闘いながら同僚のフェルナンデス修道士から難解な日本語および日本の風習を学び、1564年（永禄7年）にトルレスの命により、度島に向かったアルメイダ修道士はフロイスに上洛の伝達を告げた。そしてフロイスは平戸から京都に向かった。1565年1月31日（永禄7年12月29日）に京都入りを果たし、ガスパル・ヴィレラや日本人修道士ロレンソ了斎らとともに布教活動を行った。しかし保護を恃んだ将軍・足利義輝が永禄の変で殺害されると、三好党らによって京都を追われ、摂津国・堺に避難した。翌1566年にヴィレラが九州に行ってからは、京都地区の布教責任者となった。
1569年（永禄12年）、将軍・足利義昭を擁して台頭していた織田信長と二条御所の建築現場で初めて対面。既存の仏教界のあり方に信長が辟易していたこともあり、フロイスはその信頼を獲得して畿内での布教を許可され、ニェッキ・ソルディ・オルガンティノなどと共に布教活動を行い多くの信徒を得た。その著作において信長は異教徒ながら終始好意的に描かれている。フロイスの著作には『信長公記』などからうかがえない記述も多く、戦国期研究における重要な資料の一つになっている。
その後は九州において活躍していたが、1580年（天正8年）の巡察師アレッサンドロ・ヴァリニャーノの来日に際しては通訳として視察に同行し、安土城で信長に拝謁している。1583年（天正11年）、時の総長の命令で宣教の第一線を離れ、日本におけるイエズス会の活動の記録を残すことに専念するよう命じられる。以後フロイスはこの事業に精魂を傾け、その傍ら全国をめぐって見聞を広めた。この記録が後に『日本史』とよばれることになる。
当初、豊臣秀吉は信長の対イエズス会政策を継承していたが、やがてキリシタン勢力が拡大すると、それに伴う仏教や神道への攻撃や、日本人の奴隷売買などに危機感を抱くようになり、1587年7月24日（天正15年6月19日）には伴天連追放令を出すに至り、フロイスは畿内を去って加津佐を経たのち大村領長崎に落ち着いた。
1590年（天正18年）、帰国した天正遣欧使節を伴ってヴァリニャーノが再来日すると、フロイスは同行して聚楽第で秀吉と会見した。1592年（文禄元年）、ヴァリニャーノとともに一時マカオに渡ったが、1595年（文禄4年）に長崎に戻る。
1597年（慶長2年）には『二十六聖人の殉教記録』を文筆活動の最後に残し、7月8日（5月24日）大村領長崎のコレジオにて没した。65歳。フロイスは日本におけるキリスト教宣教の栄光と悲劇、発展と斜陽を直接目撃し、その貴重な記録を残すことになった。

## 著作
早くから文筆の才を注目されていたフロイスは、毎年の『イエズス会日本通信』や『日欧文化比較（ヨーロッパ文化と日本文化）』を含め、多くの著作を残しており、特に有名なのは『日本史 (Historia de Iapam)』である。この本の記述は、1549年のサビエルの来日に始まり、1593年で終わっている。
当時の日本人とは異なった西洋のキリスト教徒としての視点から見た歴史上の事件の数々に関する記述は、重要な研究史料となっている。また、表音文字のアルファベットで書かれた書物のため、仮名や漢字だけでは不完全な、当時の人物や文物の発音なども読み取ることが出来ることから、中世期の日本語、言語学、歴史言語学などの史料としても重要である。『日欧文化比較』（岩波書店〈大航海時代叢書　第Ⅰ期 第11巻〉、p.629）には「ヨーロッパでは言葉の明瞭であることを求め、曖昧な言葉は避ける。日本では曖昧な言葉が一番優れた言葉で、もっとも重んぜられている」と書いている。
以下は主なフロイスの著作の翻訳
- 「フロイス日本史」
  - 柳谷武夫訳『日本史　キリシタン伝来のころ』（全5巻） 平凡社（東洋文庫）、1963～70年、ワイド版2003～04年
  - 松田毅一、川崎桃太訳『日本史』（全12巻） 中央公論社、1977～80年、普及版1981～82年
    - 新編『完訳 フロイス日本史』（全12巻） 中公文庫、2000年
　翻訳の見直し、補足語についていた（）、脚注を大幅削除・変更、各巻のタイトル改題などを行った。

  - 松田毅一、川崎桃太共編訳『回想の織田信長　フロイス日本史より』中公新書、1973年。中公文庫、2020年。ISBN 412-2068657
  - 松田毅一、川崎桃太共編訳『秀吉と文禄の役　フロイス「日本史」より』中公新書、1974年
- 「日欧文化比較」
  - 松田毅一、E・ヨリッセン『フロイスの日本覚書　日本とヨーロッパの風習の違い』中公新書、1983年
  - 岡田章雄訳注『ヨーロッパ文化と日本文化』岩波文庫[注釈 3]、1991年 ISBN 400-3345916。ワイド版2012年
- 「二十六聖人の殉教記録」 
  - 結城了悟訳『日本二十六聖人殉教記』聖母の騎士社（聖母文庫）、1997年。ISBN 4882161540

### 評伝
- 五野井隆史『ルイス・フロイス』吉川弘文館・人物叢書、2020年 ISBN　9784642052948
- 川崎桃太『フロイスとの旅を終えて今想うこと』三学出版、2015年

## ルイス・フロイスの登場する作品

### テレビドラマ
- 『黄金の日日』（1978年、NHK大河ドラマ　演：ルイス・アロイジオ・カンガス）
- 『信長 KING OF ZIPANGU』（1992年、NHK大河ドラマ　演：アダム・ロビンス→フランク・ニール）　
物語設定は、フロイスにより語られる[注釈 4]信長像である[4]。
- 『江〜姫たちの戦国〜』（2011年、NHK大河ドラマ　演：オジエル・ノザキ）
- 『軍師官兵衛』（2014年、NHK大河ドラマ　演：オジエル・ノザキ）
- 『信長協奏曲』（2014年、フジテレビ、演：ニコラス・ペタス）
- 『信長のスマホ』（2023年、NHK総合　演：オジエル・ノザキ）

### 舞台
- 『ガーネットオペラ』（2010年、シアタークリエにて公演　演：ダレアレ悟）
- 『フロイスーその死、書き残さずー』（2025年、こまつ座、 演：風間俊介）

### 小説
- 『幻想皇帝：アレクサンドロス戦記』[5]
- 『戦国小町苦労譚』

### 漫画
- 『戦国八咫烏』
- 『信長のシェフ』（テレビドラマ版 演：ダニエル・カール）
- 『信長の忍び』
- 『戦国小町苦労譚』
- 『信長』

### ゲーム
- 『新 鬼武者 DAWN OF DREAMS』 （PlayStation 2 声：佐藤正治）
- 『太閤立志伝』シリーズ
- 『大航海時代V』